# Boeing 737
Boeing 737 – najpopularniejszy na świecie wąskokadłubowy samolot pasażerski średniego zasięgu, produkowany w wielu wersjach od 1967 przez firmę Boeing w Stanach Zjednoczonych.
Jest to najczęściej zamawiany samolot pasażerski wszech czasów: do tej pory w sumie zamówiono 14985. Boeing 737 znalazł się w księdze rekordów Guinnessa po tym gdy producent wybudował 10 000 egzemplarzy, stając się tym samym pasażerskim samolotem z napędem odrzutowym wybudowanym w największej liczbie egzemplarzy. Boeing 737 jest szeroko rozpowszechniony. W 2006 w każdej chwili ponad 1250 tych maszyn znajdowało się w powietrzu, a średnio co pięć sekund gdzieś na świecie startowała lub lądowała jedna maszyna typu 737. W 2013 miesięczne tempo produkcji wynosiło 38 sztuk, a w 2014 wzrosło do 42 na miesiąc.

## Historia

### Geneza
Pierwsze odrzutowe samoloty pasażerskie były maszynami długodystansowymi. Większe zużycie paliwa przez tego typu jednostki napędowe czyniło nieekonomicznym ich zastosowanie na krótkich trasach. Trasy średnie i długie, w połączeniu z większą pojemnością kadłuba, umożliwiały rozkład kosztów na większą liczbę pasażerów, a tym samym utrzymanie ceny biletów na poziomie, jakie ponosiły maszyny tłokowe. Nie zawsze jednak ekonomiczność była głównym kryterium budowy nowego samolotu. Pierwszym samolotem odrzutowym wprowadzonym na linie wewnętrzne, krótkiego i średniego zasięgu był francuski Sud Aviation Caravelle, którego dziewiczy lot odbył się 27 maja 1955. Pomimo konkurencji ze strony bardziej ekonomicznych maszyn tłokowych, nowość, jaką był napęd odrzutowy, przyciągała pasażerów chcących latać maszynami bardziej nowoczesnymi – a za takie uchodziły samoloty odrzutowe. Impulsem do budowy kolejnych modeli było pojawienie się nowoczesnych odrzutowych silników dwuprzepływowych, w tym jednostek o ciągu rzędu 50 – 75 kN, przeznaczonych dla mniejszych samolotów. W 1962 oblatano Hawker Siddeley Trident, rok później BAC One-Eleven, w tym samym roku wszedł, używany do dziś, radziecki Tu-134. Charakterystyczną cechą tych maszyn było umieszczenie silników w tylnej części kadłuba. Spowodowane było to tym, iż samoloty miały obsługiwać krótkie i średnie trasy, lądując na lotniskach w mniejszych ośrodkach miejskich o uboższej infrastrukturze lotniskowej. Dlatego też większość z nich zaopatrzono w składane schody umożliwiające pasażerom wejście i opuszczenie samolotu bez konieczności korzystania ze schodów podstawianych przez obsługę lotniska. Tym samym nie mogły mieć zbyt wysokiego kadłuba, a jako dolnopłaty nie miały już miejsca na silniki pod skrzydłami.
W Europie zdecydowanie szybciej niż w Stanach Zjednoczonych wprowadzono samoloty odrzutowe na krótkie i średnie trasy. Związane było to z tym, że tego typu tras było zdecydowanie więcej na Starym Kontynencie niż w Ameryce, gdzie średnie odległości pomiędzy miastami były o wiele większe. Pierwszą amerykańską próbą zbudowania konstrukcji do lotów na krótkich i średnich dystansach był Boeing 720. Czterosilnikowa maszyna, będąca zmodyfikowaną wersją Boeinga 707, nie znalazła uznania w oczach odbiorców. Koszty eksploatacji czterosilnikowej maszyny na krótkich trasach nie zapewniały odpowiednich zysków. W 1963 w powietrze wzbił się trzysilnikowy Boeing 727, samolot zbudowany od podstaw w celu zapewnienia obsługi krótkich i średnich tras. Dwa lata później pojawił się bardziej ekonomiczny, dwusilnikowy McDonnell Douglas DC-9. Również i te maszyny miały silniki umieszczone z tyłu kadłuba oraz, w przypadku Boeinga 727, u podstawy statecznika pionowego. Zastosowanie trzeciej jednostki napędowej związane było z wymaganiami ówczesnych przepisów, które zakładały, że czas dolotu na lotnisko zapasowe z jednym pracującym silnikiem z dowolnego miejsca trasy nie może przekraczać jednej godziny.
W latach 50. XX w. amerykańska firma Pratt & Whitney opracowała i zbudowała pierwszy na świecie dwuwałowy silnik odrzutowy z dwiema sprężarkami niskiego i wysokiego ciśnienia, oznaczony jako J57 (cywilne oznaczenie JT3A). Jednostka znalazła zastosowanie w wielu amerykańskich konstrukcjach lotniczych charakteryzując się wysoką sprawnością oraz niskim jednostkowym zużyciem paliwa. Kolejnym unowocześnieniem J57 była wersja dwuprzepływowa JT3D, w którą wyposażone były Boeingi 707 i Douglasy DC-8. JT3D stał się bazą do opracowania wersji o powiększonym ciągu, oznaczonej jako JT4A (oznaczenie wojskowe J75), i jednostki o mniejszym ciągu, oznaczonej jako JT8A. Na bazie tej ostatniej, w 1960 Pratt & Whitney rozpoczął prace, których celem była budowa jednostki dwuprzepływowej. W ich efekcie powstał silnik oznaczony jako JT8D. Był on ekonomiczny, o ciągu rzędu 55 – 65 kN (w zależności od wersji), niskim zużyciu paliwa i niewielkich gabarytach.
Oblot specjalnie zbudowanego na trasy średnie i krótkie konkurencyjnego DC-9, wejście na amerykański rynek brytyjskiego Vickers Viscount oraz coraz większe zainteresowanie rodzimych przewoźników konstrukcjami Sud Aviation Caravelle i BAC One-Eleven skłoniły Boeinga do rozpoczęcia prac nad skonstruowaniem własnej maszyny na średnie i krótkie dystanse – samolotu zdecydowanie bardziej ekonomicznego niż Boeing 727.

### Projekt
9 listopada 1964 Boeing podjął decyzje o rozpoczęciu prac nad nowym samolotem krótko i średniodystansowym. Inżynierem nadzorującym cały projekt został John Edward Steiner, mający już za sobą doświadczenie przy projektowaniu modelu 727. Początkowo zakładano użycie klasycznego dla tego typu maszyn układu silników zamontowanych w tylnej części kadłuba, jednak zastępca Steinera, Joseph F. Sutter, wpadł na inny pomysł. Zastosowanie siników umieszczonych na kadłubie miało swoje wady. Ich wysokie umieszczenie utrudniało bieżącą obsługę, zbiorniki nie mogły wykorzystywać grawitacji do doprowadzania paliwa do silników, musiano stosować wysokowydajne pompy, które przewodami umieszczonymi w kadłubie doprowadzały paliwo ze skrzydłowych zbiorników, wzdłuż kadłuba do jednostek napędowych. W przypadku awarii groziło to bardzo szybkim rozprzestrzenieniem się ognia w kabinie pasażerskiej. Zdecydowanie prostszym rozwiązaniem było umieszczenie silników klasycznie, pod skrzydłami. Podobnie jak w innych maszynach z nisko umieszczonym kadłubem, było tam jednak za mało miejsca. Sutter był autorem pomysłu, aby zrezygnować ze standardowych pylonów łączących silniki ze skrzydłem. Zamiast nich zaproponował instalację gondoli silnikowych bezpośrednio na dolnej powierzchni płatów. Zdając sobie sprawę, że największe zużycie paliwa ma miejsce podczas startu, lądowania, wznoszenia i podchodzenia do lądowania, zaprojektowano skrzydło, które swoją maksymalną wydajność osiągało właśnie podczas tych etapów lotu, kosztem gorszej wydajności podczas lotu na wysokości przelotowej. Uczyniono tak, aby zwiększyć ekonomiczność maszyny, która w odróżnieniu od samolotów długodystansowych zdecydowanie częściej wykonuje paliwożerne manewry startu i lądowania. W odróżnieniu od konkurencyjnego DC-9 gdzie w jednym rzędzie było pięć siedzeń w układzie 3 + 2, podjęto decyzję o zastosowaniu układu foteli 3 + 3. Dzięki takiemu rozwiązaniu Boeing mógł przewieźć na tym samym dystansie większą liczbę pasażerów. Dwudźwigarowe skrzydła zbudowane całkowicie z duraluminium zaopatrzono w lotki i spojlery. Na każdy płat przypadało po pięć spojlerów, z których trzy pełniły rolę hamulców aerodynamicznych na ziemi i podczas lotu nie były używane. Na krawędzi spływu płata umieszczono trójszczelinowe klapy. Zbudowano półskorupowy kadłub, którego konstrukcja od poziomu podłogi w górę była identyczna jak ta w modelach 727 i 707. Dzięki rezygnacji z silników w tylnej części kadłuba możliwe było zastosowanie klasycznego usterzenia. Zastosowano klasyczne dla samolotów odrzutowych trójzespołowe podwozie z przednim podparciem. Każdy wózek zaopatrzony był w zdwojone koła. W odróżnieniu od przedniej goleni, chowanej całkowicie do wnęki w kadłubie i zamykanej pokrywami, golenie podwozia głównego chowane były do wnęk na odcinku skrzydło – kadłub, ale po złożeniu nie były zakrywane. Do napędu maszyny wybrano dwa silniki JT-8D-7 o maksymalnym ciągu 62,23 kN każdy. Mieszczące się w skrzydłach zbiorniki paliwa miały pojemność 17 865 l. Samolot zaopatrzono w elektryczne pompy paliwowe, zdwojoną instalację hydrauliczną i pomocniczą jednostkę zasilania. Początkowo planowano umieścić fotele dla 60 pasażerów, ale bardzo szybko pod wpływem sugestii ze strony przewoźników zwiększono ich liczbę do około stu. Przednie drzwi kabiny pasażerskiej, podobnie jak w wielu innych samolotach przeznaczonych do obsługi krótkich i średnich tras, zaopatrzono w składane schody. Samolot zaprojektowano do obsługi przez dwuosobową załogę, składającą się z dwóch pilotów.

### Prototypy i pierwsze zamówienia
Pierwsze zamówienie na nową konstrukcję przyszło ze strony europejskiego przewoźnika, niemieckiej Lufthansy, która 19 lutego 1965 kupiła 22 samoloty (niektóre źródła podają 21) oznaczone jako Boeing 737-130, każdy z 87 miejscami (piętnastoma w klasie business i 72 w klasie turystycznej). Zainteresowanie ze strony amerykańskich przewoźników było umiarkowane. Na taki stan rzeczy wpływało kilka elementów. Pierwszym z nich było wejście na rynek amerykański konkurencyjnego DC-9 oraz konstrukcji europejskich One-Eleven. Kupowano również wcześniejszy model Boeinga – 727. Ponadto, amerykańską wstrzemięźliwość tłumaczy spór, jaki rozgorzał pomiędzy Boeingiem a Air Line Pilots Association (Amerykańskim Stowarzyszeniem Pilotów Komunikacyjnych – ALPA), które nie chciało wyrazić zgody na obsługę Boeinga 737 tylko przez dwuosobową załogę. W spór zaangażowany był nie tylko Boeing, ale również Douglas Aircraft Company. W 1966 ALPA zaakceptowała tylko dwóch pilotów na pokładzie DC-9 i One-Eleven, ale nie godziła się na podobne rozwiązanie w przypadku większego Boeinga 737. Z kolei Boeing nie akceptował trzeciego członka załogi. Maszyna od początku projektowana była pod kątem dwóch osób, więc wygospodarowanie miejsca dla jeszcze jednej wiązało się ze znacznymi zmianami konstrukcyjnymi w kabinie pilotów. Trzeci członek załogi zmniejszyłby również konkurencyjność samolotu względem dwuosobowego DC-9.
Budowę prototypu w konfiguracji zamówionej przez Lufthansę rozpoczęto w 1965. Maszynę ukończono na początku 1967, a 17 stycznia odbyło się uroczyste wytoczenie z hangaru (roll-out). Maszyna z numerami N73700 pomalowana była na żółty kolor, co miało nawiązywać do innej konstrukcji wytwórni, Boeinga 367-80, zwanego popularnie Dash 80, będącego prototypem modelu 707. Początkowo egzemplarz wykorzystywano do prób statycznych, a 8 kwietnia 1967 rozpoczęto próby kołowania samolotu. Dzień później za sterami pierwszego Boeinga 737 usiedli szef pilotów doświadczalnych Boeinga, Samuel Lewis Wallick Jr., oraz zastępca dyrektora operacji lotniczych wytwórni, Brien Wygle. O godzinie 13.15 maszyna wystartowała do swojego dziewiczego lotu z lotniska Boeing Field w Seattle. Po 2,5-godzinnym locie samolot bezpiecznie wylądował na lotnisku Paine Field w Everett. W ciągu pierwszego miesiąca prób w locie samolot spędził w powietrzu 47 godzin i 37 minut. 13 maja 1967 oblatano drugi z wybudowanych egzemplarzy (maszyna otrzymała numery rejestracyjne N2282C), 12 czerwca tego samego roku trzeci samolot (N2286C) a miesiąc później, 5 lipca, czwarty egzemplarz (N22889C). Pierwsze zamówienie ze strony amerykańskiego przewoźnika pojawiło się 15 kwietnia 1965, kiedy to United Airlines zakupiły 40 samolotów 737. Linie zainteresowane były jednak nieco większą maszyną, oznaczoną przez wytwórcę jako 737-200, o przedłużonym o 1,88 metra kadłubie w porównaniu z wersją 737-100. Obydwie wersje opracowywano praktycznie jednocześnie. 8 sierpnia 1967 dokonano oblotu tej wersji 737-200 (737-222) o numerze rejestracyjnym N9001U. 31 sierpnia 1967 oblatano drugi samolot 737-222 dla United Airlines o numerze rejestracyjnym N9002U. Pierwsze sześć maszyn wykorzystano w próbach lotów z dwuosobową załogą składającą się z pilota Boeinga oraz pilota Federal Aviation Administration (Federalnej Administracji Lotnictwa – FAA). Loty wykonywane na trasie Waszyngton – Boston miały doprowadzić do sprawdzenia możliwości obsługi maszyny przez dwuosobową załogę. Próby wypadły pomyślnie i 16 grudnia 1967 FAA przyznało certyfikat typu, umożliwiający loty wersji 100 i 200 tylko z dwuosobową załogą co pozwoliło Boeingowi wygrać spór z ALPA.

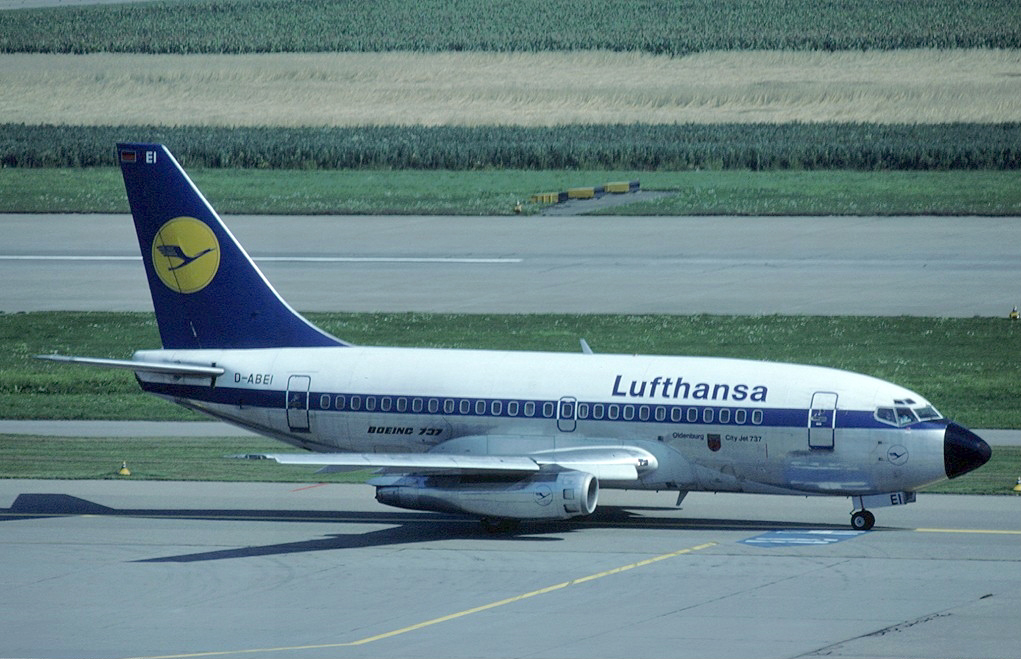
Boeing 737-100 Lufthansy na lotnisku w Zurychu

28 grudnia 1967 dostarczono Lufthansie pierwsze dwa zamówione przez nią samoloty oznaczone jako Boeing 737-130 (niektóre źródła podają datę 27 grudnia). Maszyny otrzymały niemieckie numery rejestracyjne D-ABEB i nazwę własną „Regensburg” (był to drugi ze zbudowanych egzemplarzy 737) oraz D-ABEC „Osnabrück”. Początkowo maszyny stacjonowały w Seattle i służyły do szkolenia niemieckich załóg. Pierwszy z samolotów, który przyleciał do Niemiec 4 kwietnia 1967, „Flensburg” o numerze rejestracyjnym D-ABED, rozpoczął swoją działalność lotem z 10 kwietnia 1968 z Frankfurtu nad Menem do Monachium. Boeingi 737 w różnych wersjach użytkowane były przez Lufthansę przez prawie pół wieku. Ostatni komercyjny lot maszyny 737 w wersji 737-300 odbył się 29 października 2016 roku. Samolot o numerze rejestracyjnym D-ABEF i nazwie własnej „Weiden in der Oberpfalz” przewiózł 131 pasażerów z Norymbergi do Frankufurtu. Dwa dni później, 31 października 2016 roku inny Boeing 737 Lufthansy o rejestracji D-ABEC (takiej samej jak pierwsze „Osnabrück”) i nazwie własnej „Karlsruhe” odbył pożegnalny lot z Frankfurtu do Hamburga. Niemiecki przewoznik dysponował w sumie 148 egzemplarzami Boinga 737. Maszyny amerykańskiego producenta zostały zastąpione przez samoloty rodziny Airbus A320neo. Dwa Boeingi 737-500 pozostają nadal do dyspozycji Lufthansa Technik i służą do szkolenia personelu technicznego. Wersję 737 – 100 zamówiło jeszcze dwóch przewoźników. Linia lotnicza Avianca, która kupiła dwie maszyny 737-159 dostarczone w listopadzie 1968 i używane do końca 1971 oraz Malaysia-Singapore Airlines (MSA) – pięć Boeingów 737-112, które dostarczono w okresie od lipca do października 1969. Po rozwiązaniu MSA maszyny zostały przejęte przez Singapore Airlines. Łącznie wyprodukowano 30 egzemplarzy wersji 100. Ostatni z nich dostarczono 2 listopada 1969. 19 listopada 1993 katastrofie uległ jeden z Boeingów 737-100 (wersja 737-112). Samolot należący do Copa Airlines podczas podchodzenia do lądowania w trudnych warunkach atmosferycznych wyleciał z pasa. Nikt nie zginął, ale samolot skasowano. Ostatnia z maszyn serii 100 wycofana została w 2005. Był to peruwiański 737-130, należący do Aero Continente (dawny D-ABEB należący do Lufthansy, najdłużej latający z samolotów tej wersji).

## Wersje samolotu
W sumie wyprodukowano cztery zasadnicze pokolenia Boeinga 737 znane jako: Original, Classic, Next-Generation (NG) i MAX.
- Original: modele 737-100 i -200 (produkowane od 1967 do 1988),
- Classic: modele 737-300, -400 i -500 (produkowane od 1983 do 2000),
- Next-Generation (lub 737NG): modele 737-600, -700, -800 i -900 (produkowane od 1997 do 2020),
- MAX: modele 737 MAX 7, 737 MAX 8, 737 MAX 200, 737 MAX 9 i 737 MAX 10 (produkowane od 2017 do dziś).

Większość samolotów Boeing 737 będących w użytku komercyjnym to modele MAX i Next Generation.

### 737 Original

#### 737-100
Pierwszą wersją Boeinga 737 był 737-100, najmniejszy ze wszystkich wersji 737. 28 grudnia 1967 (niektóre źródła podają datę 27 grudnia 1967) dostarczono Lufthansie pierwsze dwa wyprodukowane 737. Zamówione przez nią samoloty oznaczone były jako Boeing 737-130. Maszyny otrzymały niemieckie numery rejestracyjne D-ABEB „Regensburg” i D-ABEC „Osnabrück”. Początkowo maszyny stacjonowały w Seattle i służyły do szkolenia niemieckich załóg. Pierwszy z samolotów, który przyleciał do Niemiec 4 kwietnia 1968, „Flensburg” o numerze rejestracyjnym D-ABED, rozpoczął swoją działalność lotem z 10 kwietnia 1968 z Frankfurtu nad Menem do Monachium. Wersję 737-100 zamówiło jeszcze dwóch przewoźników. Linia lotnicza Avianca, która kupiła dwie maszyny 737-159 dostarczone w listopadzie 1968 i używane do końca 1971 i Malaysia-Singapore Airlines (MSA) – pięć Boeingów 737-112, które dostarczono w okresie od lipca do października 1969. Po rozwiązaniu MSA maszyny zostały przejęte przez Singapore Airlines. Łącznie wyprodukowano 30 egzemplarzy wersji 737-100. Ostatni z nich dostarczono 2 listopada 1969. 19 listopada 1993 katastrofie uległ jeden z Boeingów 737-100. Samolot należący do Copa Airlines podczas podchodzenia do lądowania w trudnych warunkach atmosferycznych wyleciał z pasa. Nikt nie zginął, ale samolot skasowano. Ostatnia z maszyn serii 737-100 wycofana została w 2005. Był to peruwiański 737-130, należący do linii Aero Continente (dawny D-ABEB należący do Lufthansy, najdłużej latający z samolotów tej wersji).

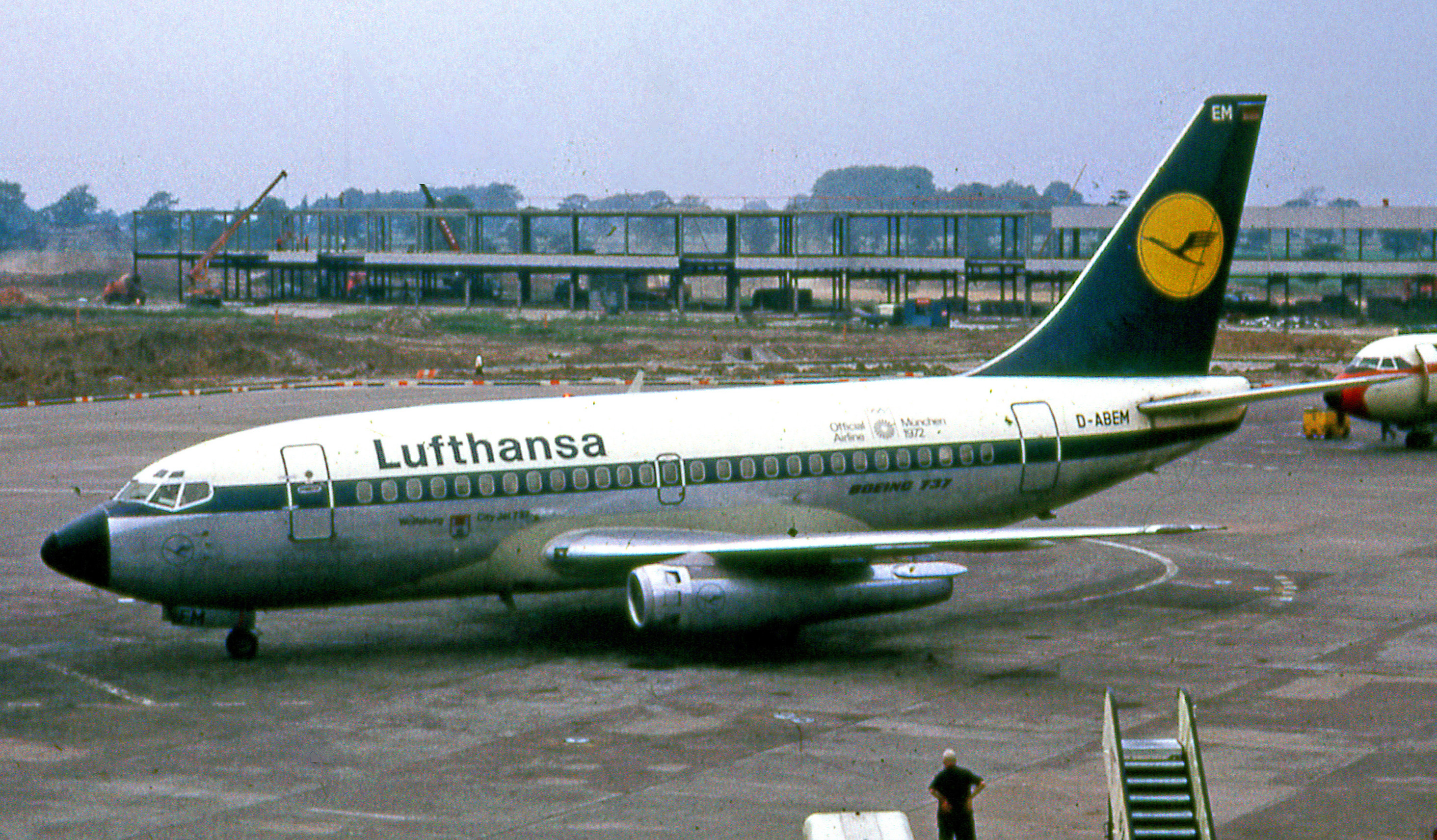
Boeing 737-100 linii Lufthansa

#### 737-200

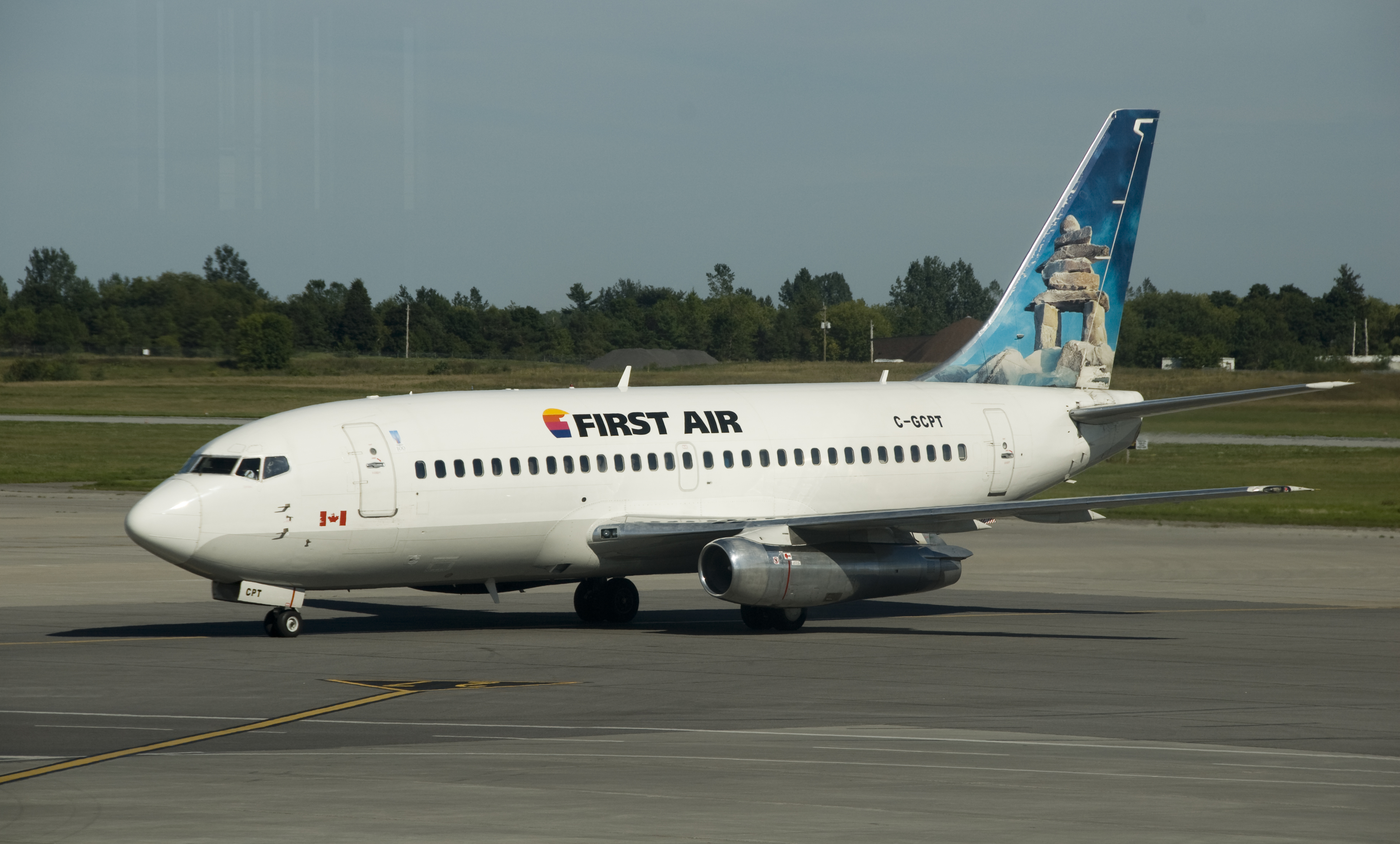
Boeing 737-200 linii First Air

Samolot zamówiony po raz pierwszy przez United Airlines. Była to powiększona wersja modelu -100 z dłuższym o 193,04 cm kadłubem, dzięki czemu zwiększono liczbę miejsc do 130 w jednej klasie. Wydłużenia dokonano poprzez wstawienie dwóch sekcji w przedniej części kadłuba, przed skrzydłami o długości 91,44 cm oraz za skrzydłami o długości 101,60 cm. W wersji -200 poradzono sobie ze zwiększonym oporem aerodynamicznym jaki stawiał model -100. Był to na tyle istotny element, że powodował zmniejszenie prędkości przelotowej o 50 km/h w porównaniu do przyjętych założeń. Specjalnie zmodyfikowane maszyny o wydłużonych gondolach silnikowych, poszerzonych połączeniach gondoli ze skrzydłem i zmodyfikowanych klapach wprowadzono począwszy od 135 samolotu seryjnego wersji -200 w 1969. Pierwsze egzemplarze napędzane były takim samym silnikiem jak wersja -100. Począwszy od 180 egzemplarza seryjnego, samoloty otrzymały silniki JT8D-9 o ciągu maksymalnym 64,46 kN każdy, co pozwoliło zwiększyć masę startową do 49 895 kg. Zwiększono pojemność zbiorników paliwa do 18 090 l, co umożliwiło zwiększenie zasięgu samolotu do 3900 km. Pierwszym użytkownikiem tej wersji 737 zostały amerykańskie linie United Airlines, które zakupiły 40 samolotów. Pierwszy z nich, o numerze rejestracyjnym N9002U, producent dostarczył 29 grudnia 1967, a do eksploatacji na trasie Chicago – Grand Rapids wszedł 28 kwietnia 1968. W latach 1968–1969 Boeing dostarczył wszystkie z zamówionych maszyn oraz kolejne 36, które zamówiły United Airlines. Linie były na tyle zadowolone z samolotu, że w latach 1985–1986 zakupiły kolejne 26 Boeingów 737-291. W barwach United Boeingi 737 latały do 2009, kiedy to 29 października, 737 wykonał swój ostatni lot oznaczony jako UA737 na trasie Waszyngton – Chicago – Denver – Los Angeles – San Francisco. Maszyny wykorzystywały również inne amerykańskie linie lotnicze, między innymi Western Airlines, Piedmont Airlines, US Airways. Pierwszym europejskim odbiorcą 737-200 zostały brytyjskie linie Britannia Airways, które zastąpiły nimi swoje turbośmigłowe Bristol Britannia. Linie zamówiły pięć samolotów 737-204, z których pierwszy dostarczono 7 lipca 1968. W kolejnych latach zakupiono następne 40 egzemplarzy wersji -204 i 3 maszyny w wersji -204QC. Również Lufthansa zakupiła 57 samolotów 737-230.
- 737-200C- (Convertible) wersja przeznaczona zarówno do lotów cargo, jak i przewozów pasażerskich
- 737-200QC- (Quick Change) wersja zbliżona do 737-200C, przystosowana jednak do szybkiej zmiany przeznaczenia samolotu
- 737-200 Business Jet- odrzutowiec korporacyjny

W 1971 linie All Nippon Airways rozpoczęły użytkowanie unowocześnionych wersji 737-200.
- 737-200LR – wersja o zwiększonym zasięgu
- 737-200 Executive- Business Jet o zwiększonym zasięgu
- 737-200 High Gross Weight Structure- wersja o znacznie powiększonych zbiornikach paliwa i przystosowana do montażu mocniejszych jednostek napędowych.

### 737 Classic

#### 737-300

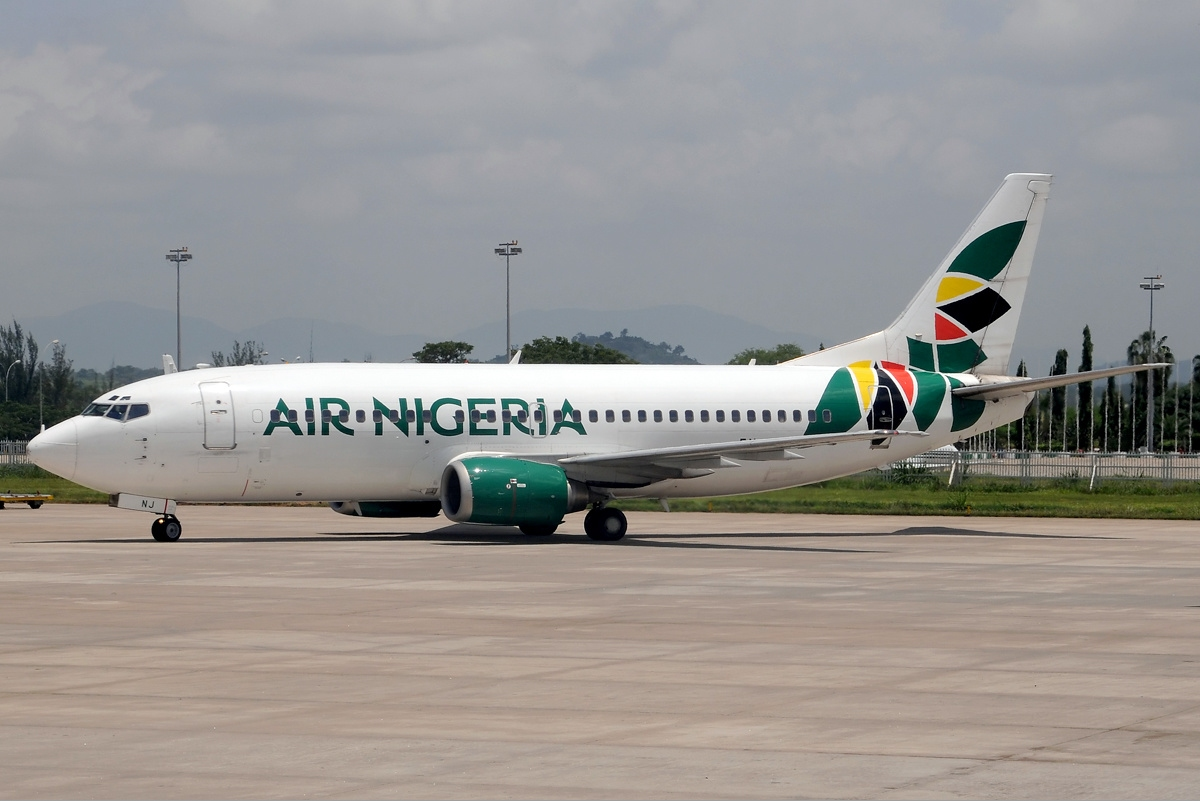
737-300 linii Air Nigeria

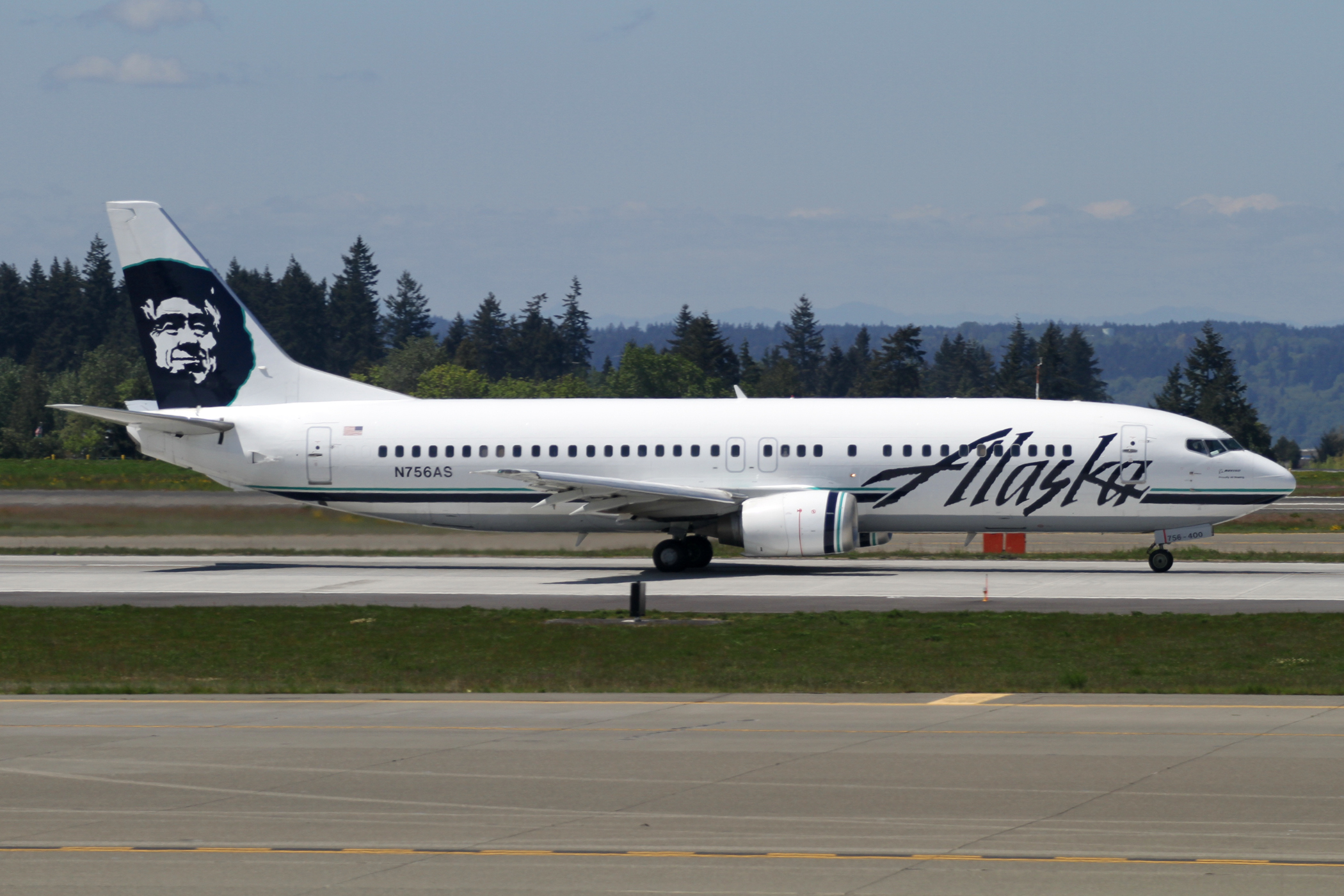
737-400 linii Alaska Airlines

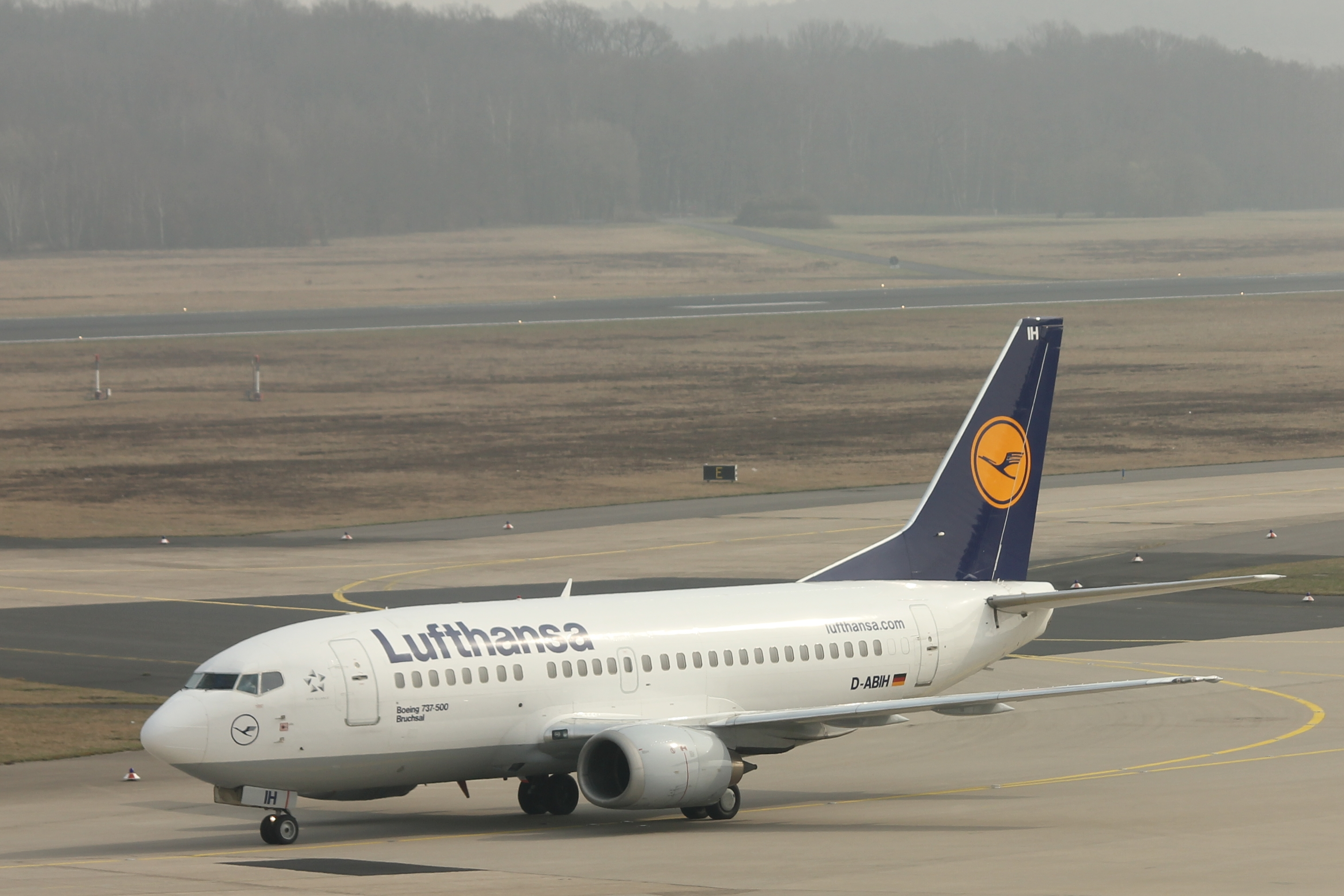
737-500 linii Lufthansa

Model 737-300 w porównaniu z 737-200 jest dłuższy, posiada nowe silniki CFM56 i nowe systemy w kokpicie z 757/767. 737-300 zabiera na pokład od 146 do 188 pasażerów. Wersja ta jest drugą najlepiej sprzedającą się wersją 737 w historii lotnictwa.

#### 737-400
737-400 w porównaniu z 737-300 posiada dłuższy o 3 m kadłub i jest cięższy od 737-300. 737-400 jest wyposażony w mocniejszą wersję silnika CFM56 i może zabrać na pokład do 188 pasażerów. Docelowo 737-400 miał zastąpić 727 i wypełnić miejsce pomiędzy 737-300, a 757-200. Obecnie 737-400 jest zastąpiony wersją 737-800.

#### 737-500
Ostatnią wersją 737 Classic jest 737-500. 737-500 miał na celu zastąpić 737-200 przy jednoczesnych zastosowaniach 737-300/737-400 i mniejszym spalaniu paliwa i mniejszymi kosztami utrzymania. Przed pierwszym lotem 737-500 nosił desygnator 737-1000, ale zrezygnowano z tego oznaczenia ze względu na kolejną serię 737 Next Generation.

### 737 Next Generation
W produkowanej w zakładach Boeinga w Renton wersji Next Generation poprawiono system trymowania samolotu oraz, co jest najbardziej widoczne, zmieniono technologię kokpitu z zegarów analogowych na wyświetlacze typu glass cockpit. Panele EFIS do sterowania wyświetlaczami z mapą przeniesiono z konsoli centralnej „pedestal” do panelu „Glareshield” obok panelu autopilota. Panel górny „overhead” dostał wyświetlacz LCD do wyświetlania napięć w systemach samolotu (poprzednio były analogowe). W wersji NG poprawiono także systemy: IRS, APU, system odladzania oraz wzmocniono dźwigar skrzydeł wraz z mocowaniami silników.

#### 737-600

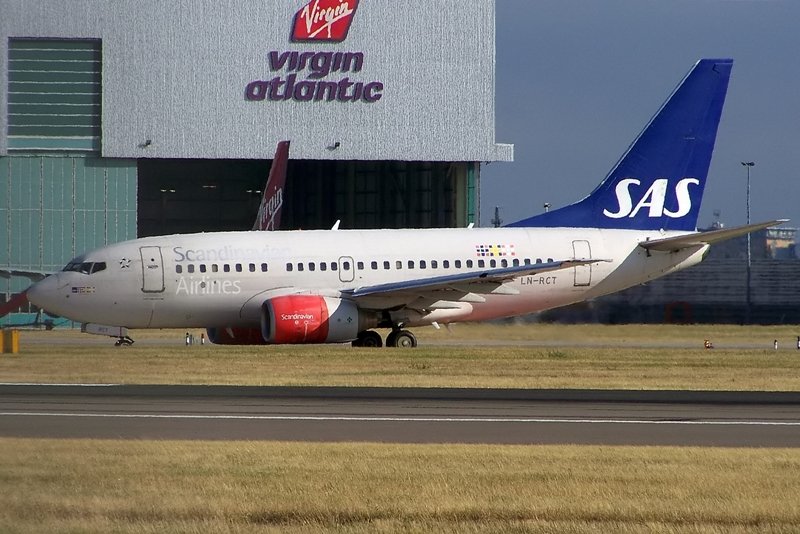
737-600 linii Scandinavian Airlines System

Wraz z wersjami 737-700 i 737-800, model 737-600 był jednym z pierwotnie oferowanych trzech wariantów odmiany 737 Next Generation. 737-600 w porównaniu z 737-500 cechował się wyższym podwoziem, zmienioną geometrią skrzydeł i nowym kokpitem z ciekłokrystalicznymi ekranami systemów. Model 737-600 zastąpił model 737-500. Pierwszy egzemplarz opuścił linię produkcyjną w 1995, a do użytku wszedł w 1998. Linie lotnicze Scandinavian Airlines System zakupiły maszynę jako pierwsze. Model ten, ekonomiczny dopiero na wyjątkowo długich trasach, nie znalazł jednak uznania wśród przewoźników. Obecnie nie jest już produkowany, głównie ze względu na małą ekonomiczność. Jego silniki zużywały tyle paliwa, co większe 737-800 i 737-700, a zabierał mniej pasażerów.
Jego odpowiednikiem w ofercie firmy Airbus jest model A318. Przy zbliżonej liczbie pasażerów Boeing 717, zaprojektowany z myślą o ruchu regionalnym, nie miał zasięgu modelu 737-600, co zaważyło na jego losach. Produkcji Boeinga 717 zaniechano w połowie 2006, tym samym jedynym 100-osobowym samolotem oferowanym na rynku przez Boeinga pozostał model 737-600.
Model 737-600 konkuruje bezpośrednio z Airbusem A318 i brazylijskim Embraerem 195.
W sierpniu 2006 na świecie użytkowano łącznie 66 sztuk modelu 737-600, z 3 dalszymi potwierdzonymi zamówieniami.

#### 737-700

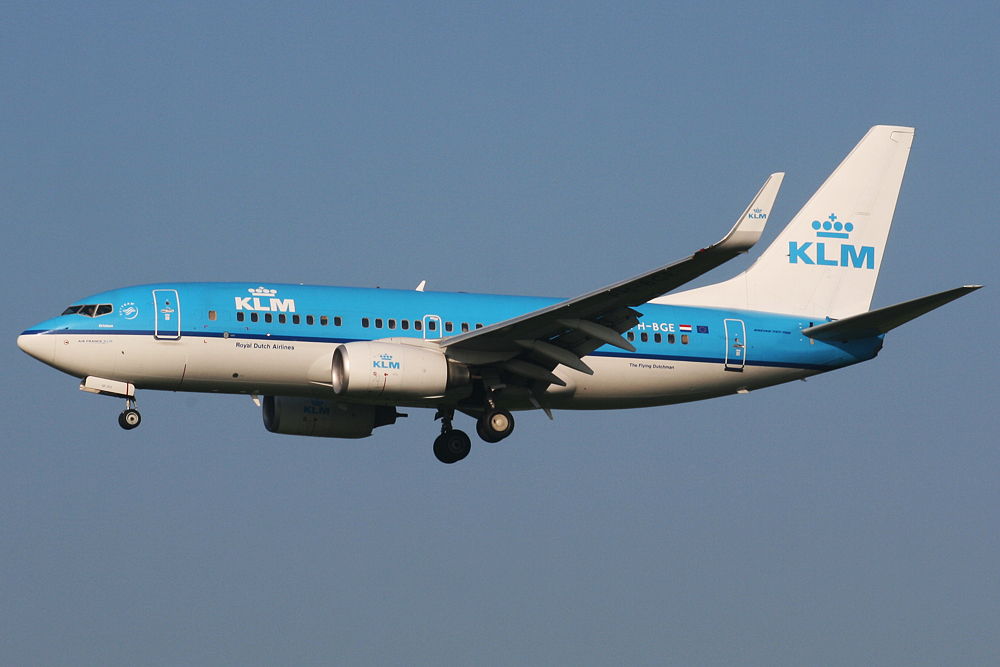
737-700 linii KLM

Pierwszy egzemplarz maszyny nowej generacji – Boeing 737 „Next-Generation”, wstępnie oznaczony jako Boeing 737-300X – ukończono 8 grudnia 1996, a oblatano 9 lutego 1997. Mieści 126 pasażerów w dwuklasowej konfiguracji lub 149 w układzie jednoklasowym i dysponuje zasięgiem 6230 km. Samolot ten jest odpowiedzią Boeinga na europejskiego Airbusa A319.
Model 737-700 jest obecnie użytkowany przez niektóre linie lotnicze na relatywnie drogich dla pasażerów – a dzięki temu opłacalnych dla przewoźników – trasach transatlantyckich pomiędzy Europą i Ameryką Północną.

#### 737-700ER
Boeing 737-700ER jest amerykańską odpowiedzią na Airbusa A319LR. Zasięg 737-700ER wynosi 5510 Mm. 737-700ER wszedł do eksploatacji w 2007 r. i zabiera na pokład 126 pasażerów w konfiguracji dwuklasowej.

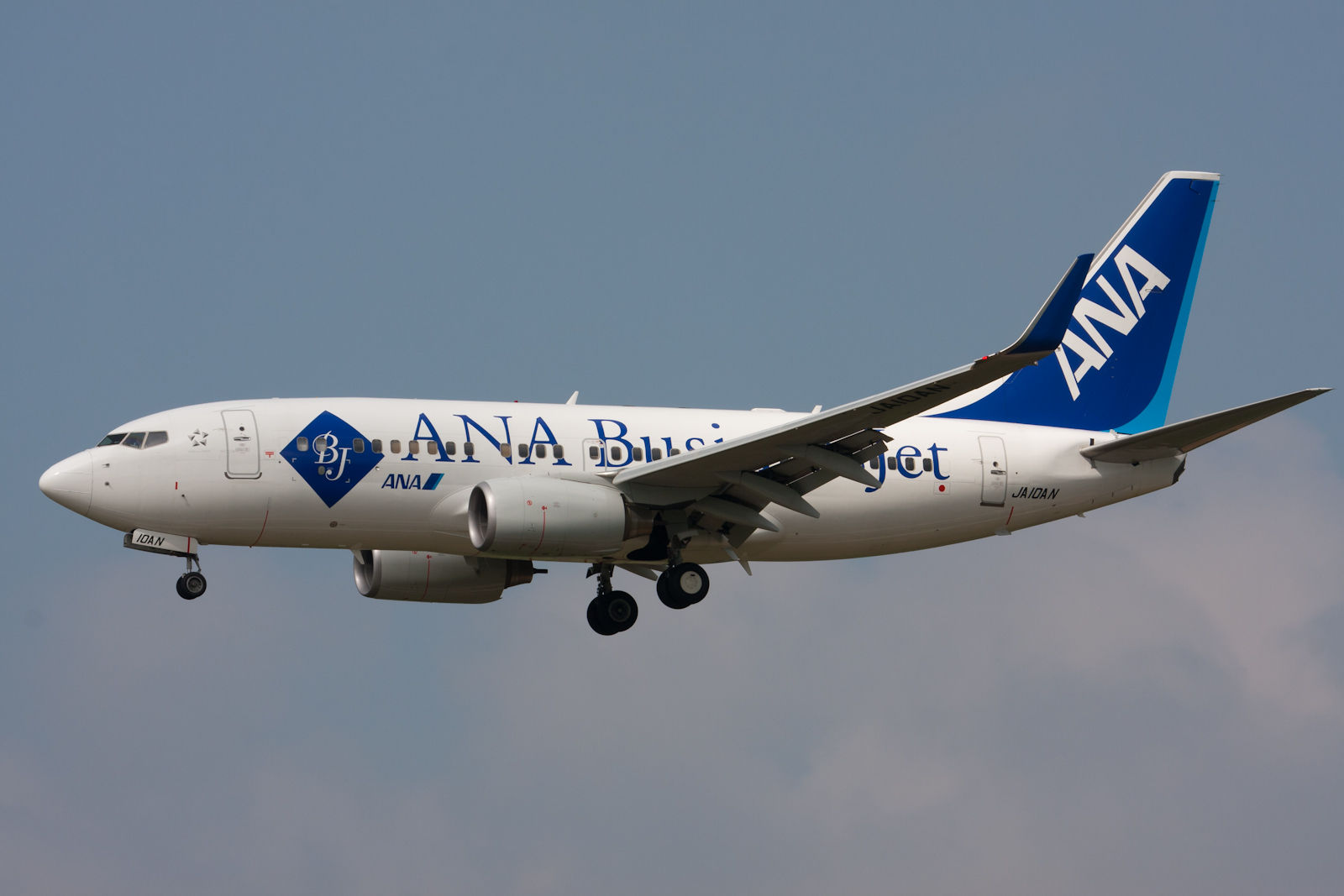
737-700ER linii All Nippon Airways

#### 737-800

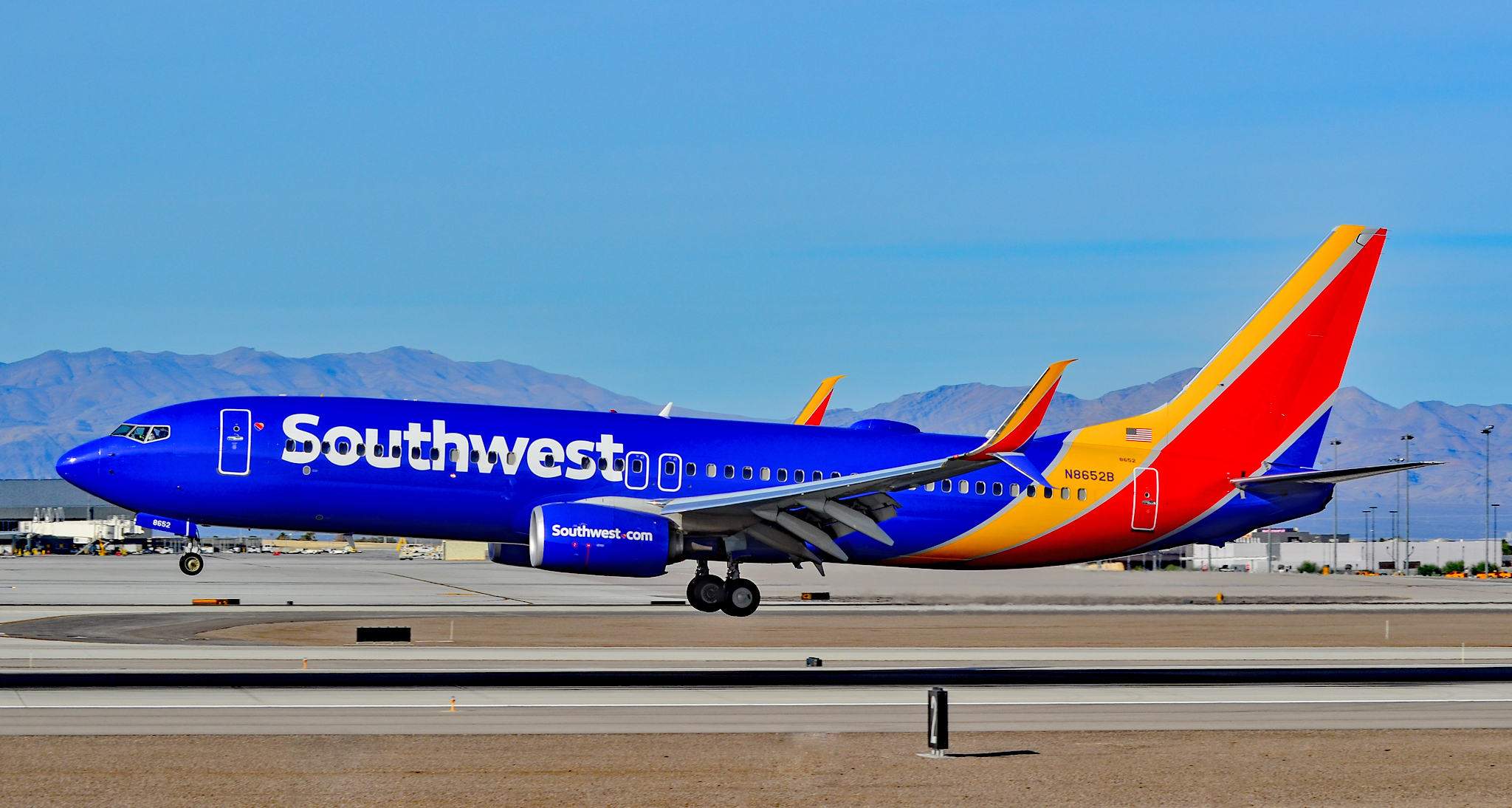
737-800 linii Southwest Airlines

W podstawowej wersji model 737-800 może na swój pokład zabrać od 162 do 189 pasażerów (w konfiguracji „Max Compact” 33 rzędy po lewej i 32 rzędy po prawej pozwalałyby zabrać więcej pasażerów jednakże przepisy bezpieczeństwa certyfikują samolot do przewożenia 189 osób). Zasięg 737-800 bez międzylądowania wynosi do 5420 km.
W przeciwieństwie do poprzednich generacji modele 737-700/800, odznaczają się charakterystycznymi zakończeniami skrzydeł, tzw. wingletami, To one (obok silników) sprawiają, że samoloty te mają większy zasięg. Winglety poprawiają także właściwości nośne samolotów w nie wyposażonych, przez co maszyny te mogą latać z mniejszą prędkością (co często stosuje się w tzw. procedurach STAR i SID) i o wiele szybciej się wznosić. Mimo że winglety spotyka się bardzo często przy tych maszynach, ich instalacja jest opcjonalna. Nie każdy samolot tego typu je ma.

#### 737-800BCF
Pod koniec lutego 2016 roku, w Szanghaju, Boeing zaprezentował nowy model maszyny 737-800, jest nim wersja transportowa oznaczona jako Boeing 737-800BCF (Boeing Converted Freighter). Wytwórnia zdobyła już zamówienia na 55 tego typu samolotów od 7 przewoźników (dane z marca 2016 roku). Pierwszy przerobiony 737-800BCF został dostarczony do linii West Atlantic w kwietniu 2018 r. Podczas targów Farnborough Airshow 2018 GECAS ogłosił zawarcie umowy na 20 stałych zamówień i 15 zamówień opcji na 737-800BCF, zwiększając potem zamówienie na 50 samolotów. Gdy samoloty 737NG stają się dostępne na rynku, są aktywnie sprzedawane w celu przekształcenia ich w samoloty transportowe za pośrednictwem konstrukcji Boeing Converted Freighter, ponieważ ekonomika eksploatacji jest atrakcyjna ze względu na niskie koszty operacyjne i dostępność certyfikowanych pilotów. Modyfikacje płatowca 737-800 obejmują instalację dużych drzwi ładunkowych, systemu przeładunkowego i dodatkowych pomieszczeń dla załogi. Samolot zaprojektowano do przelotu o zasięgu do 3695 km przy maksymalnej masie startowej 79 000 kg.

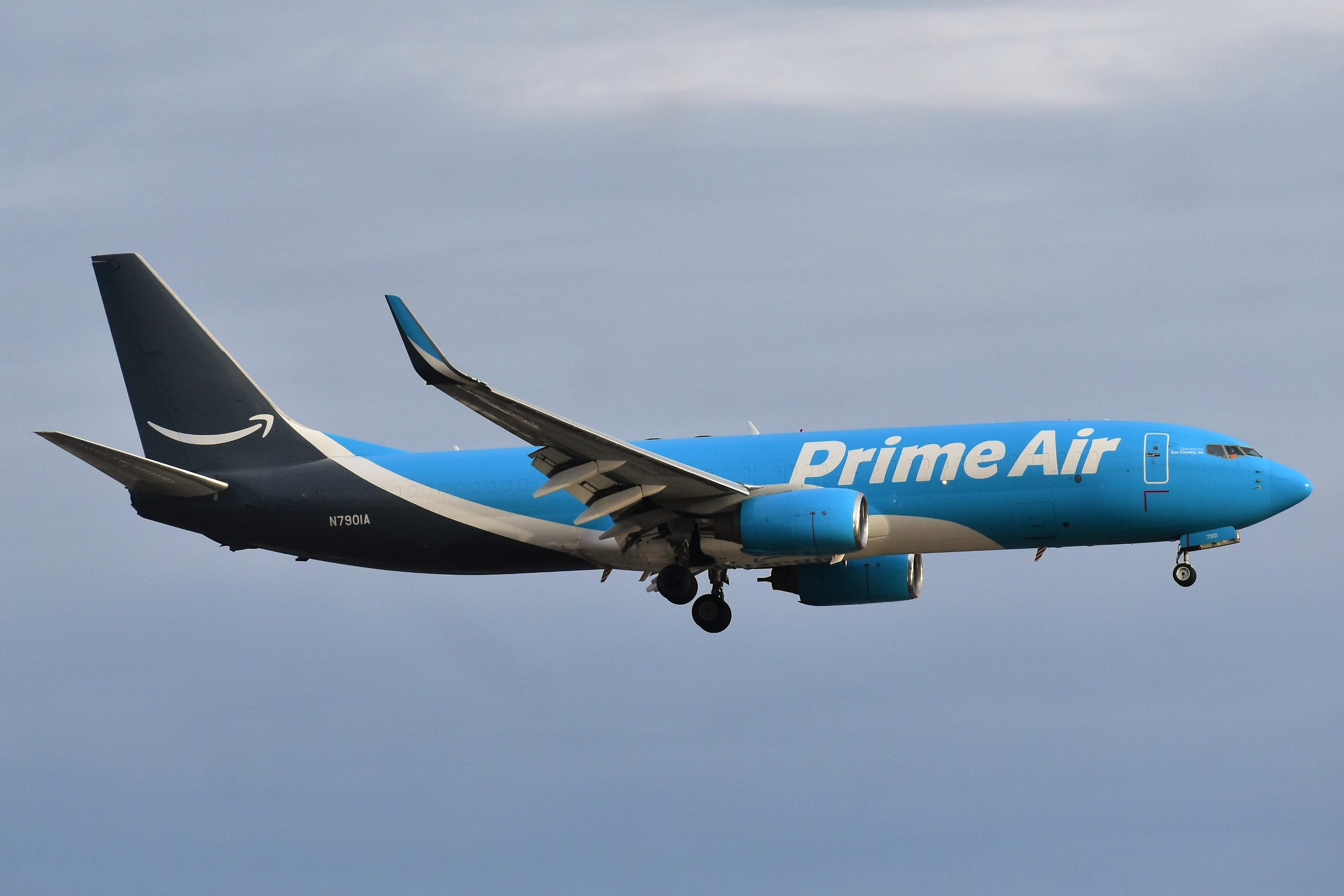
737-800BCF linii Amazon Prime Air

#### 737-900

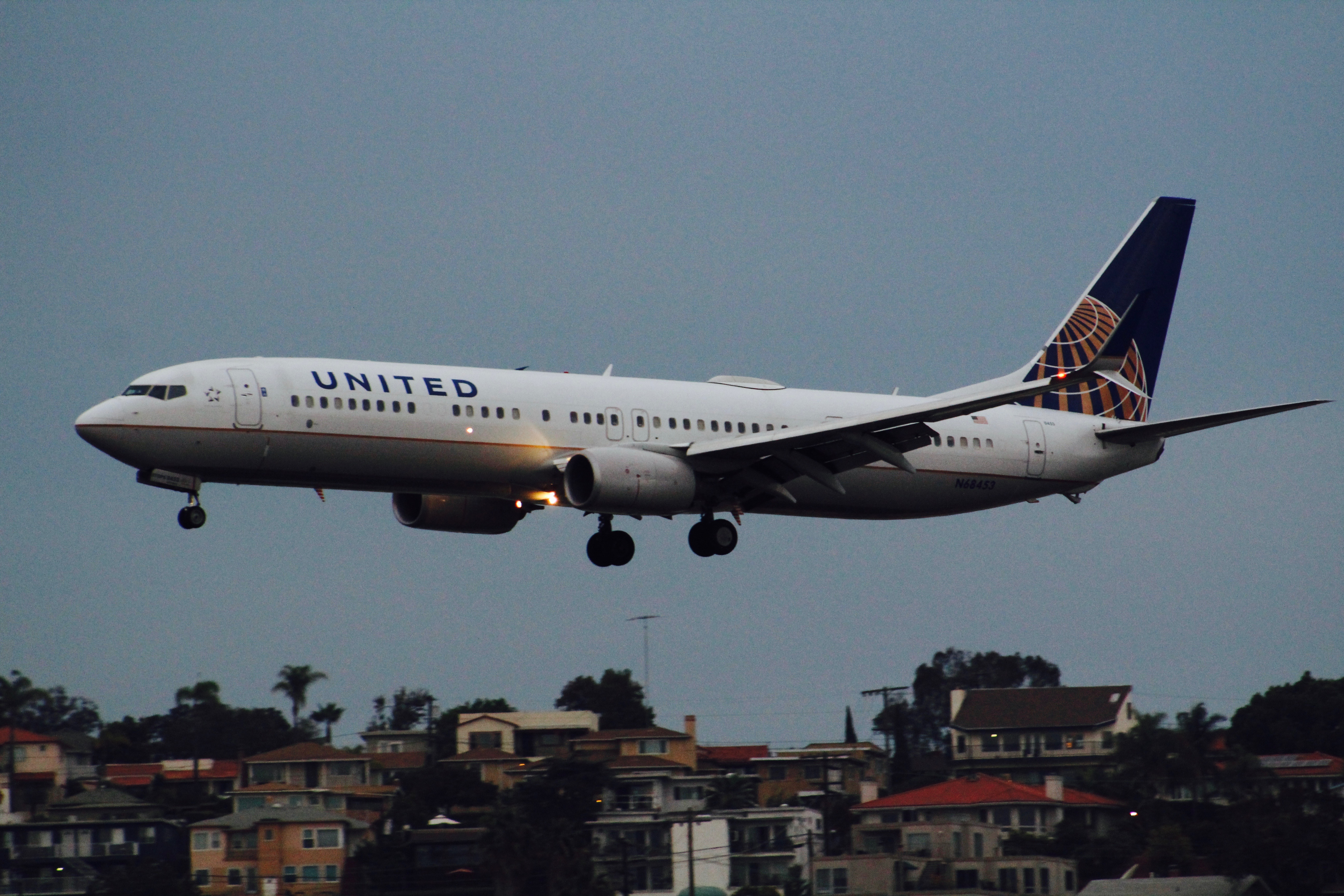
737-900 linii United Airlines

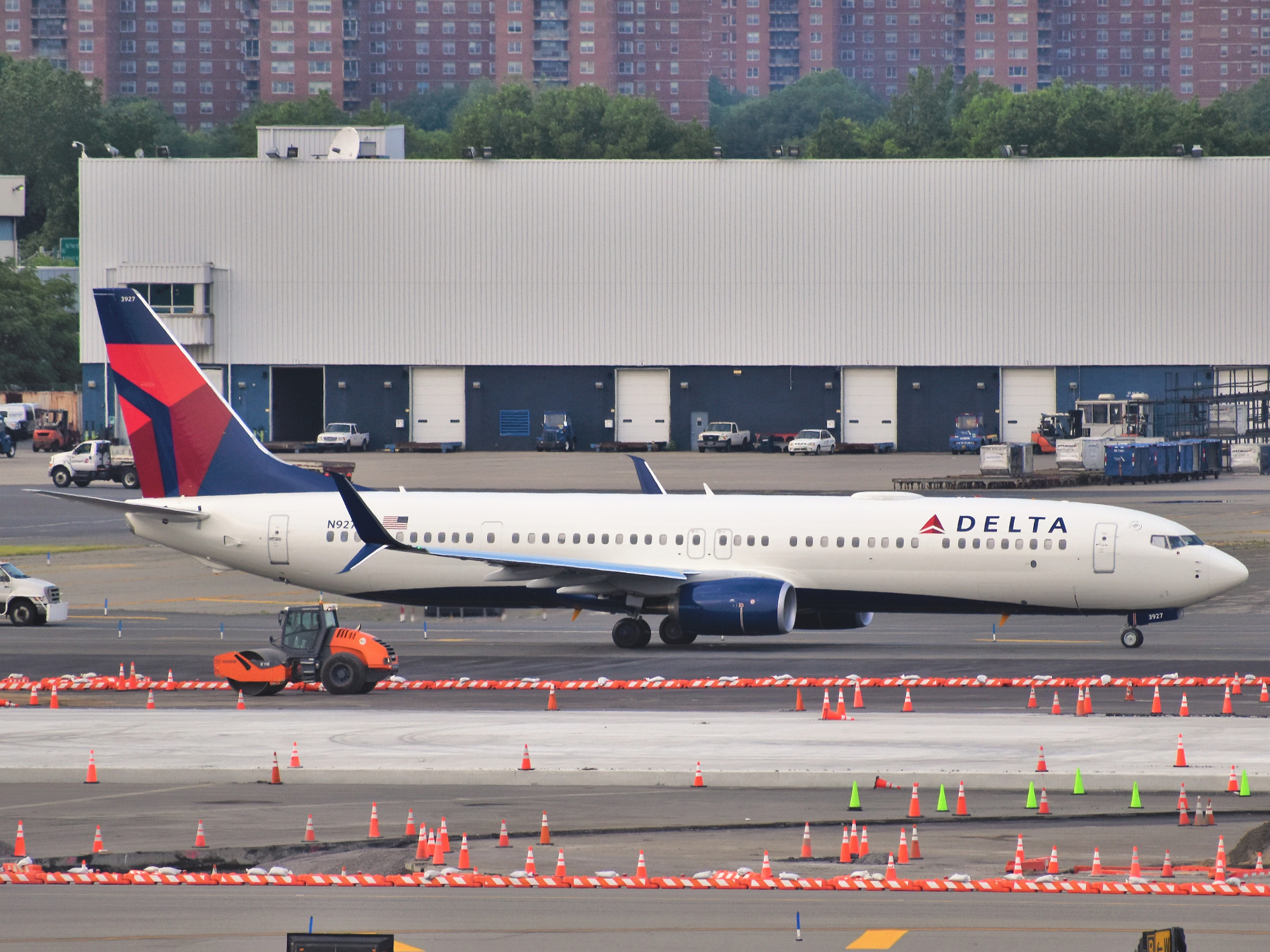
737-900ER linii Delta Airlines

Pierwszy lot modelu 737-900 odbył się 3 sierpnia 2000, a na rynek trafił po raz pierwszy 15 maja 2001 (do linii lotniczej Alaska Airlines). Model 737-900 znacznie różni się od wczesnych modeli pokoleń Original (modele 737-100 i 737-200) i Classic (modele 737-300, 737-400 i 737-500). Jest większy, zabiera na pokład więcej pasażerów, ma większą maksymalna masę startową, jest bardziej wydajny, może latać na większych wysokościach, a co najważniejsze, ma o wiele dłuższy zasięg.

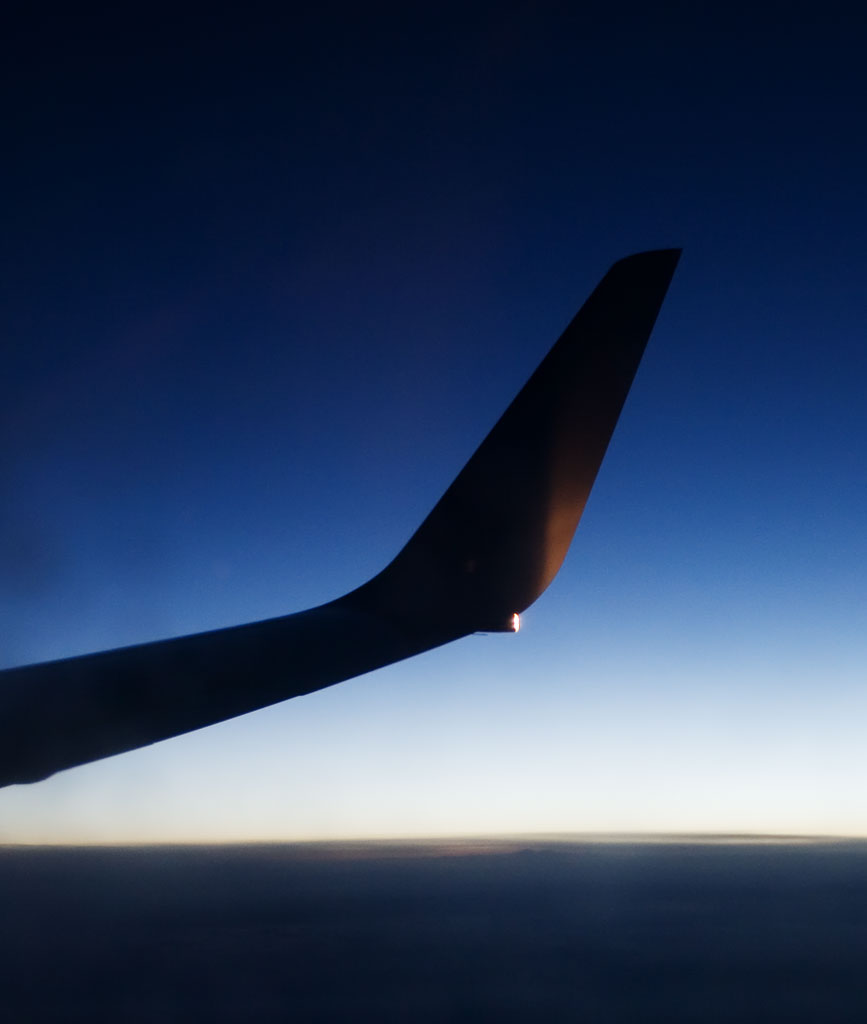
Charakterystyczny winglet (zakończenie skrzydła) Boeinga 737-800.

Silniki modelu 737-900 mają dużą moc, a zarazem są bardzo ciche. Ciąg wytwarzany przez każdy z silników CFM56-7B26 wynosi 117kN (11930 kg), co w sumie daje 234 kN (23860 kg), natomiast każdy silnik CFM56-7B27 wytwarza 121.4kN (12400 kg). W porównaniu z Boeingiem 747-400, do niedawna największym samolotem pasażerskim świata, którego każdy silnik daje ok. 260 kN, to mało, ale trzeba wziąć pod uwagę wymiary obu maszyn.
Model 737-900 jest dość popularny w USA, jednak nie w Europie. Jedyną europejską linią lotniczą mającą te samoloty jest holenderska linia KLM Royal Dutch Airlines.

#### 737-900ER
Model ten jest najnowszym Boeingiem 737 Next-Generation, następcą zaniechanego już 757-200 (Boeing 757-300 natomiast będzie zastąpiony Boeingiem 787 Dreamlinerem). Model 737-900ER ma nowe drzwi wyjściowe i zbiorniki paliwa. Pewne usprawnienia aerodynamiczne, zawarte w tzw. Short Field Performance package, odróżniają go od modelu 737-900. Jego nowo zaprojektowane skrzydło umożliwia lot rejsowy z szybkością 0,78 Ma, jak i 0,82 Ma na krótkich odcinkach, przy pełnym przyśpieszeniu. Model 737-900ER może pomieścić 180 pasażerów w konfiguracji dwuklasowej, lub 215 w jednoklasowej. Zastosowane zostały silniki CFMI CFM56-7 (takie same jak we wszystkich Boeingach typu NG). Zasięg tego modelu to około 5900 km (3200 Mm).
Pierwszy samolot tego typu został wyprodukowany 9 sierpnia 2006 dla indonezyjskiej linii niskokosztowej Lion Air, która zamówiła 60 sztuk. Oprócz niej, dotychczas na kupno modelu zdecydowały się również GECAS oraz Sky Airlines.

#### Wariant Short Field Performance (SFP)
Short Field Performance (ang. przystosowanie do krótkiego pola wzlotów), w skrócie SFP, jest technicznym udoskonaleniem najnowszych modeli Boeinga 737, przeprowadzonym na prośbę brazylijskiego przewoźnika Gol Transportes Aéreos, którego najbardziej rentowne połączenie istnieje pomiędzy São Paulo i Santos Dumont w Rio de Janeiro z drogami startowymi o długości zaledwie 1323 m (4341 stóp) i 1260 m (4134 stóp) – dystansach znacznie krótszych niż te w użytku przez samoloty klasy Boeing 737 o pełnym obciążeniu, wymagającym porównywalnie większych prędkości podejścia i tym samym dłuższego dobiegu.
W 2004 Boeing wprowadził rozwój wariantu Short Field Performance, uczyniwszy go standardowym wyposażeniem modelu 737-900ER i opcją na zamówienie w modelach 737-600, -700 i -800.

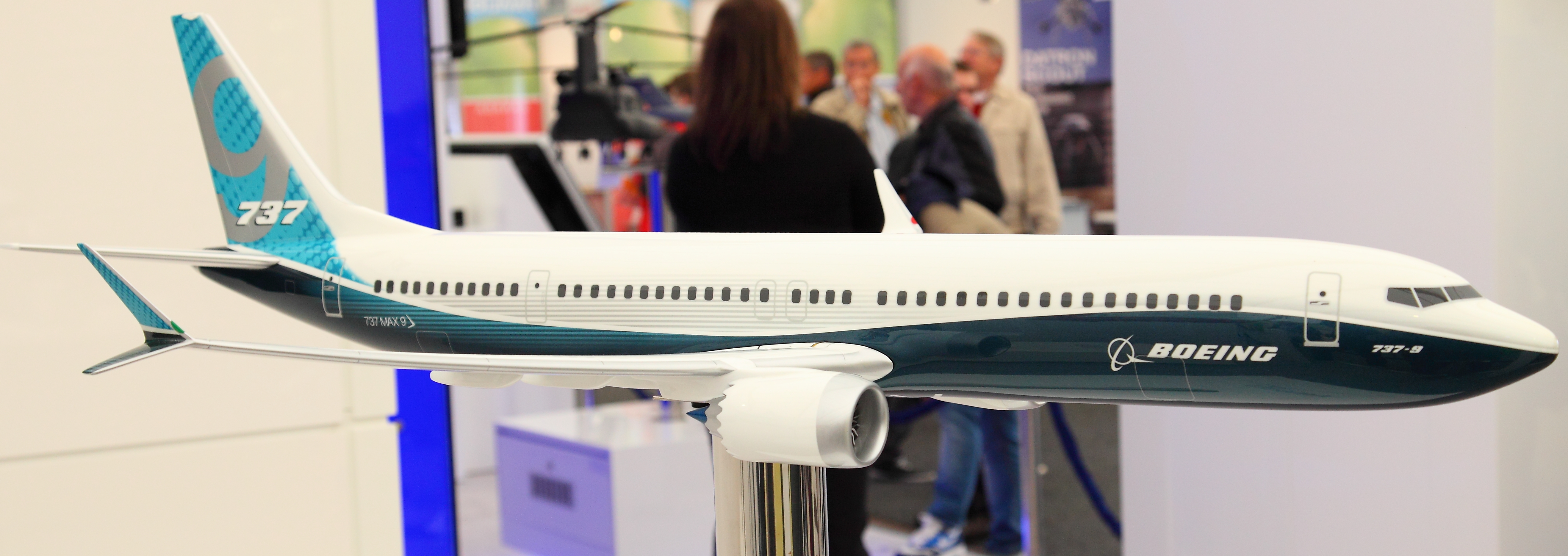
Model 737 MAX 9

Pierwszy egzemplarz z SFP, model 737-900ER, który został dostarczony linii lotniczej Lion Air, został wyprodukowany 8 sierpnia 2006, a niespełna trzy tygodnie później pierwszy model 737-800 SFP dostał się w ręce Gol Transportes Aéreos. Tymczasem 11 klientów złożyło zamówienia na 250 maszyn wariantu Short Field Performance.

### 737 MAX
W grudniu 2011 Boeing uruchomił nowy program Boeing 737 MAX, konkurencyjny wobec Airbus A320neo. Najważniejszą zmianą w nowych modelach są silniki CFM International LEAP-1B z mniejszym o 13% zużyciem paliwa. 2 stycznia 2013 Boeing osiągnął liczbę 1000 zamówionych sztuk, a termin rozpoczęcia dostaw ustalono na 2017. Główną cechą zewnętrzną nowej generacji są zmienione skrzydła i winglety (split scimitar) o rozpiętości zwiększonej do 35,9 m oraz nowe gondole silników z szewronami, które wprowadzono po raz pierwszy w Boeing 787 Dreamliner. Wśród innych zmian są wydłużona goleń podwozia przedniego, bilansujące większe wentylatory silników o średnicy 173 cm, sterowanie spojlerów przez fly-by-wire zamiast mechanicznie, nowa awionika. Poprawiona została aerodynamika ogona samolotu poprzez wydłużenie stożka ogonowego generatora APU oraz poszerzenie powierzchni ogona powyżej statecznika poziomego, co wyeliminowało konieczność posiadania generatorów wirów. Zastosowano elektroniczny system sprężonego powietrza optymalizujący warunki w kabinie. Samolot w wersji bazowej MAX 8 wobec 737-800 charakteryzuje się zasięgiem zwiększonym o 1000 km oraz masą startową większą o dwie tony, co wymagało wzmocnienia konstrukcji.
Boeing 737 MAX 8 oblatano 29 stycznia 2016. Oblotu dokonała maszyna o nazwie własnej „Spirit of Renton”. Pierwszy lot trwał 2 godziny i 44 minuty. Maszyna osiągnęła maksymalną wysokość lotu 7600 metrów i prędkość 700 km/h. Dzień później samolot ponownie wystartował, a 1 lutego tego samego roku 737 MAX po raz trzeci wzniósł się w powietrze. W marcu do pierwszego prototypu dołączył trzeci z zaplanowanej trójki mającej wziąć udział w badaniach w locie. Powiększoną wersję 737 MAX 9 oblatano 13 kwietnia 2017. Tylko wersja 737 MAX 7 została znacząco wydłużona w stosunku 737-700 o 2 m, ale nie zyskała zainteresowania nabywców. Pierwszy odbiorca 737 MAX 8 w USA linie Southwest Airlines odebrały w przeszłości około 500 sztuk 737-700, ale zdecydowały się zamówić tylko 30 MAX 7 wobec 170 MAX 8. W związku zainteresowaniem linii lotniczych i Air Lease Corporation na większe samoloty wąskokadłubowe do lotów transkontynentalnych w 2017 producent zapowiedział stworzenie najdłuższej wersji 737 MAX 10. Boeing ma nadzieję rozpocząć dostawy największej wersji w 2020 roku, dzięki czemu powróci do środkowego segmentu rynku, który producent utracił po zaprzestaniu produkcji Boeing 757 na rzecz pojemniejszych od 737 MAX 9 Airbus A321 i A321neo. W 2017 roku niezależnie od 737 Boeing uruchomił program nowego samolotu średniej wielkości NMA (New Midsize Airplane) dla 220-270 pasażerów o zasięgu 7400–9250 km.
Pierwszym na świecie użytkownikiem 737 MAX 8 miały zostać Southwest, ale zmieniły swoje plany. Następne w kolejności miały być europejskie tanie linie Norwegian Air Shuttle. 21 marca 2017 ustalono, że pierwszy 737 MAX 8 zostanie dostarczony do malezyjskich Malindo Air w Kuala Lumpur 17 maja 2017. Samolot przekazano w Seattle 16 maja 2017. Przekazanie odbyło się zgodnie z planem, pomimo że 11 maja 2017 uziemiono wszystkie 737 MAX w celu dokonania inspekcji silników, jednak loty wznowiono 12 maja. 22 maja 2017 wykonał on pierwszy komercyjny lot z Kuala Lumpur do Singapuru. Pierwszym nabywcą samolotu 737 MAX w wersji 200 (MAX 8 przystosowane do przewozu 200 pasażerów) zostały linie lotnicze Ryanair. Jednym z pierwszych użytkowników 737 MAX 8 są PLL LOT, które swojego pierwszego Boeinga 737 MAX 8 (SP-LVA) otrzymały 2 grudnia 2017. Samolot był też pierwszym serii MAX w leasingu od Air Lease Corporation, która zamówiła je w 2012 roku, dzięki czemu LOT mógł je otrzymać po zaledwie 13 miesiącach.
12 marca 2019 roku po Katastrofie lotu Ethiopian Airlines 302, która zdarzyła się dwa dni wcześniej, Europejska Agencja Bezpieczeństwa Lotniczego, Federalna Administracja Lotnictwa i inne podmioty sprawujące nadzór nad lotnictwem cywilnym na całym świecie podjęły decyzję o uziemieniu wszystkich modeli 737 MAX. Powodem był brak zaufania do jednego z systemów wprowadzonych w tym modelu (MCAS) mającego chronić samolot przed przeciągnięciem. Podejrzewano, że jest on odpowiedzialny za dwie katastrofy z udziałem tego typu samolotu. W późniejszym czasie odkryto, że system korzystał jedynie z jednego z dwóch czujników kąta natarcia, a w przypadku jego awarii samolot nie miał możliwości rozpoznania, że dane wpływające do systemu są błędne, przez co próbował opuszczać nos maszyny, mimo że wszelkie parametry były w normie. Firma Boeing krótko po wypadkach wydała oświadczenie, w którym poinformowała, że do operatorów tych samolotów zostanie przesłana aktualizacja oprogramowania, dzięki której system MCAS będzie korzystał z dwóch czujników kąta natarcia, a w przypadku awarii jednego z nich zostanie wyłączony, a kontrola nad samolotem zostanie przekazana załodze. Kilka miesięcy później oprogramowanie modeli MAX zostało zaktualizowane. W styczniu 2020 r. przedstawiciele firmy Boeing, na konferencji prasowej poinformowali, że przewidują powrót tych samolotów do służby i rozpoczęcie wykonywania operacji w połowie 2020 roku. 9 grudnia 2020 r. odbył się pierwszy lot rejsowy Boeinga 737 MAX 8 po 20 miesiącach uziemienia. Lot ten był krajowym rejsem linii Gol Transportes Aéreos z São Paulo do Porto Alegre, a 29 grudnia 2020 r. odbył się pierwszy rejsowy lot Boeinga 737 MAX 8 w USA. Był to krajowy lot linii American Airlines z Miami na lotnisko Nowy Jork-La Guardia.

## 737 jako samoloty rządowe w Polsce
30 czerwca 2016 roku Rada Ministrów przyjęła uchwałę nr 73 w sprawie ustanowienia programu wieloletniego „Zabezpieczenie transportu powietrznego najważniejszych osób w państwie (VIP)”. Na cel ten na lata 2016–2021 zarezerwowano 1,7 mld PLN rezerwy celowej (spoza limitu wydatków na obronę narodową wyznaczonego przez poziom 2 proc. PKB z roku poprzedniego). 15 grudnia 2016 Rada Ministrów przeznaczyła na zakup średnich samolotów VIP dodatkowe 540 mln PLN w budżecie MON na 2016 rok. MON wymagało, aby jeden samolot używany (nie starszy niż 5 lat) o pojemności min. 132 miejsc dostarczyć do 11 listopada 2017, a dwa nowe o podwyższonym standardzie dla min. 65 pasażerów w 2020 i 2021 roku. 31 sierpnia 2016 roku Ministerstwo Obrony Narodowej ogłosiło rozpoczęcie dwóch postępowań na zakup dwóch „małych” i trzech „średnich” samolotów do transportu VIP. 9 marca 2017 MON odrzucił złożone oferty z USA i Czech z powodu przekroczenia budżetu. 10 marca 2017 do Boeinga wystosowano zaproszenie do negocjacji w trybie zamówienia z wolnej ręki. Procedurę uzasadniono dysponowaniem przez Boeinga wyłącznymi prawami do produkcji B737-800. Innym samolotem spełniającym wymagania MON mógł być Airbus A319CJ, jednak firma Airbus nie przystąpiła do przetargu. Trzy firmy ze  Słowacji, Wielkiej Brytanii i Szwajcarii zaskarżyły decyzję o udzieleniu zamówienia z wolnej ręki do Krajowej Izby Odwoławczej. 3 kwietnia 2017 KIO orzekła, że tryb zamówienia naruszał zasady uczciwej konkurencji, co nie wpływa na ważność umowy. 30 marca KIO uchyliła zakaz zawarcia umowy w postępowaniu, ponieważ oczekiwanie na wydanie wyroku mogło spowodować szkodę w interesie publicznym, który byłby większy niż interesy, które chroniono w postępowaniu. Żeby skorzystać ze środków na 2016 rok MON musiało podpisać kontrakt do końca marca 2017, w przeciwnym razie zamknęłyby się na poziomie 1,99 proc. PKB zamiast ustawowych 2 proc. Od samolotu wymagano także dysponowaniem od min. trzech lat certyfikatem typu wydanym przez EASA, co wykluczało zakup nowych 737 MAX 8 (certyfikowane w 2017), jednocześnie Boeing w tym czasie przestawiał się z produkcji generacji 737 NG na MAX, a dla polskiego rządu zarezerwował dwa ostatnie sloty na linii produkcyjnej.
31 marca 2017 Inspektorat Uzbrojenia podpisał z Boeingiem kontrakt na dwa samoloty średnie Boeing 737-800BBJ2 (z dostawami od 2020) oraz jeden używany 737-800 (z dostawą w 2017) o wartości 2,05 mld PLN netto. W maju 2017 rozstrzygnięto konkurs na patronów samolotów. Kolejne Boeingi 737 otrzymają nazwy „Marszałek Józef Piłsudski”, „Roman Dmowski” i „Ignacy Jan Paderewski”. Na przełomie października i listopada 2017 kontrakt renegocjowano zmieniając używany samolot na maszynę fabrycznie nową, co nie wiązało się ze wzrostem ceny. Nowy 737-800 zarejestrowany w USA jako N893BA oblatano 13 kwietnia 2017 w konfiguracji 189-osobowej dla chińskich tanich linii 9 Air, ale do października nie został odebrany. 25 października 737-86X wylądował w Dinard-Pleurtuit-Saint-Malo we Francji w celu przemalowania przez Sabena technics w barwy rządowe. Samolot otrzymał okolicznościowe malowanie nawiązujące do 100. rocznicy odzyskania niepodległości z wizerunkiem Józefa Piłsudskiego z lewej strony statecznika pionowego oraz Piłsudskiego, Daszyńskiego, Paderewskiego, Korfantego, Dmowskiego i Witosa z prawej strony. Samolot o numerze bocznym 0110 wylądował w Warszawie 15 listopada 2017, jego matką chrzestną została Oktawia Nowacka.

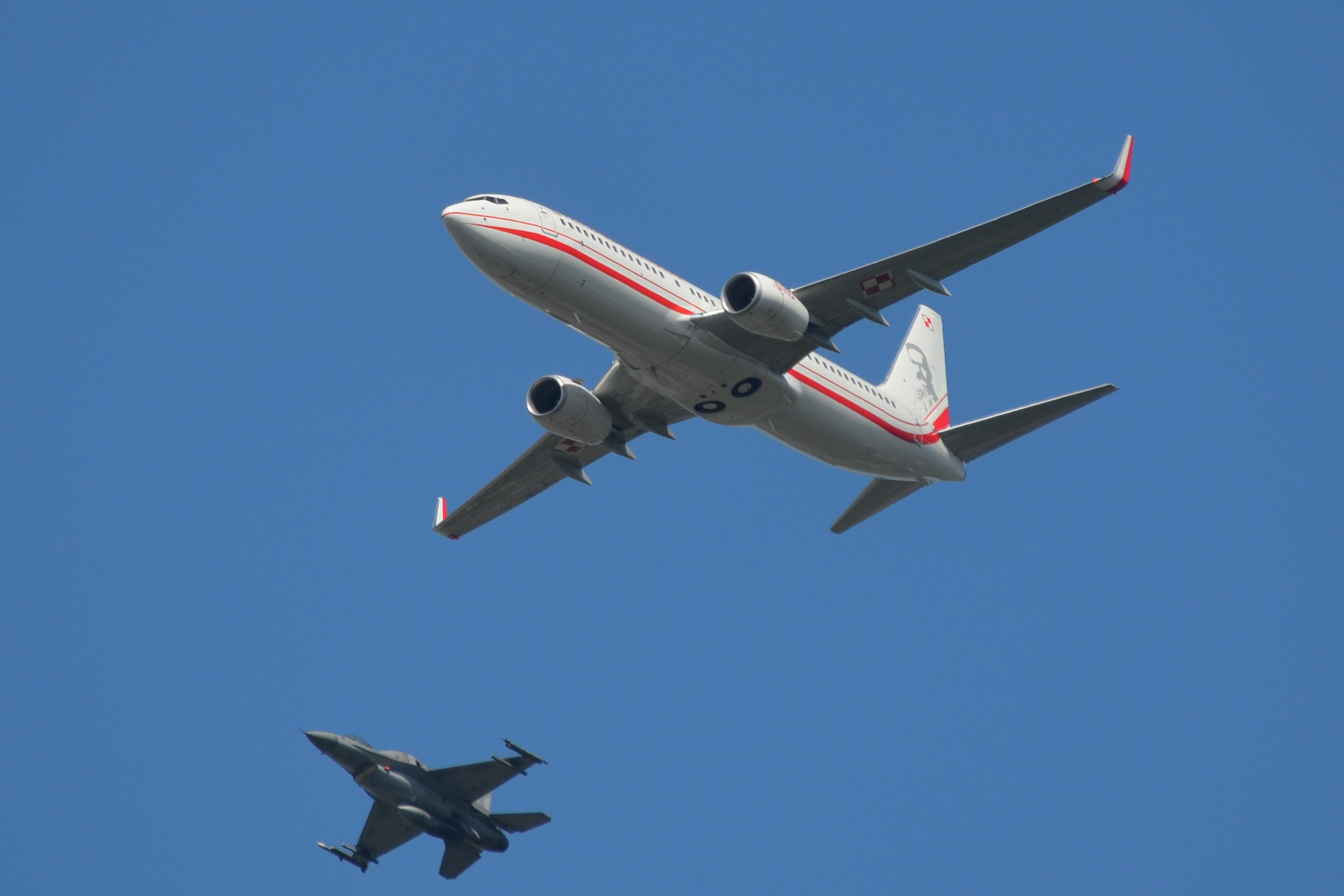
Boeing 737-86X 0110 „Piłsudski” (2019)

Samoloty Boeing Business Jet 2 weszły do sprzedaży w 1997, a pierwszy egzemplarz dostarczono w 2001 roku. W odróżnianiu od pasażerskich 737-800 posiadają dodatkowe zbiorniki paliwa do lotów międzykontynentalnych oraz certyfikat ETOPS-180 (może kontynuować lot przez 180 minut z jednym sprawnym silnikiem i poruszać się 180 minut od lotniska zapasowego, większość 737 go nie posiada). Zasięg BBJ2 z 8 pasażerami na pokładzie wynosi 10 453 km, w przypadku zabrania 55 pasażerów BBJ2 może przebyć dystans z Warszawy do Pekinu, a z 70 – z Warszawy do Nowego Jorku. BBJ otrzymają aktywne i pasywne systemy obrony, kodowane systemy łączności, łączność w standardzie wojskowym oraz wojskowe systemy nawigacji TACAN i identyfikacji IFF. Samoloty w wersji 737-800BBJ2 są eksploatowane na rzecz rządów Białorusi, Indonezji, Maroka i ZEA. Z bardziej popularnego wariantu BBJ na bazie 737-700 korzystają m.in. USA, Australia, Indie, Malezja i RPA. W kwietniu 2017 roku rząd Holandii wybrał Boeing Business Jet na następcę samolotu rządowego Fokker 70.

## Produkcja
| Dostawy     |     |     |      |      |      |     |     |     |      |        |      |      |      |      |        |     |        |       |      |       |
| Wersja      | 100 | 200 | T-43 | 200C | 300  | 400 | 500 | 600 | 700  | 700BBJ | 700C | 700W | 800  | 800A | 800BBJ | 900 | 900BBJ | 900ER | MAX  | Suma  |
| ----------- | --- | --- | ---- | ---- | ---- | --- | --- | --- | ---- | ------ | ---- | ---- | ---- | ---- | ------ | --- | ------ | ----- | ---- | ----- |
| Zamówiono   | 30  | 991 | 19   | 104  | 1113 | 486 | 389 | 69  | 1128 | 121    | 22   | 14   | 4991 | 138  | 23     | 52  | 7      | 505   | 4783 | 14985 |
| Dostarczono | 30  | 991 | 19   | 104  | 1113 | 486 | 389 | 69  | 1128 | 120    | 20   | 14   | 4913 | 105  | 21     | 52  | 7      | 471   | 218  | 10271 |

## Dane techniczne

### 737 Original i 737 Classic
| Cecha                           | 737-100                | 737-200                | 737-300                | 737-400                | 737-500                |
| ------------------------------- | ---------------------- | ---------------------- | ---------------------- | ---------------------- | ---------------------- |
| Długość                         | 28,65 m                | 30,53 m                | 33,4 m                 | 36,45 m                | 29,8 m                 |
| Rozpiętość skrzydeł             | 28,35 m                | 28,35 m                | 28,88 m                | 28,88 m                | 28,88 m                |
| Wysokość                        | 11,23 m                | 11,23 m                | 11,13 m                | 11,13 m                | 11,13 m                |
| Maksymalna liczba miejsc        | 124                    | 136                    | 149                    | 168                    | 140                    |
| MTOW (maksymalna masa startowa) | 44 225 kg              | 52 390 kg              | 56 742 kg              | 62 882 kg              | 62 823 kg              |
| Zasięg przy MTOW                | 3185 km                | 4 900 km               | 5 475 km               | 5 185 km               | 5 745 km               |
| Rozbieg z MTOW                  | 2026 m                 | 2026 m                 | 2300–2600 m            | 2300–2600 m            | 2300–2600 m            |
| Wysokość przelotowa             | 10 670 m (35 000 stóp) | 11 280 m (37 000 stóp) | 11 280 m (37 000 stóp) | 11 280 m (37 000 stóp) | 11 280 m (37 000 stóp) |
| Prędkość przelotowa (TAS)       | 0,73 Mach (760 km/h)   | 0,73 Mach (760 km/h)   | 0,745 Mach (780 km/h)  | 0,745 Mach (780 km/h)  | 0,745 Mach (780 km/h)  |
| Jednostka napędowa              | Pratt & Whitney JT8D   | Pratt & Whitney JT8D   | CFM56-3                | CFM56-3                | CFM56-3                |
| Liczba wyprodukowanych sztuk    | 30                     | 1114                   | 1113                   | 489                    | 388                    |

### 737 Next Generation
| Cecha                           | 737-600                | 737-700                | 737-800                | 737-900                | 737-900ER              |
| ------------------------------- | ---------------------- | ---------------------- | ---------------------- | ---------------------- | ---------------------- |
| Długość                         | 31,20 m                | 33,60 m                | 39,5 m                 | 42,1 m                 | 42,1 m                 |
| Rozpiętość skrzydeł             | 35,8 m                 | 35,8 m                 | 35,8 m                 | 35,8 m                 | 35,8 m                 |
| Wysokość                        | 12,6 m                 | 12,6 m                 | 12,6 m                 | 12,6 m                 | 12,6 m                 |
| Maksymalna liczba miejsc        | 132                    | 149                    | 189                    | 189                    | 215                    |
| MTOW (maksymalna masa startowa) | 66 000 kg              | 70 080 kg              | 79 010 kg              | 79 002 kg              | 85 130 kg              |
| Zasięg przy MTOW                | 5 970 km               | 6 037 km               | 5 765 km               | 5 930 km               | 6 045 km               |
| Rozbieg przy MTOW               | 2400–2500 m            | 2400–2500 m            | 2400–2500 m            | 2400–2500 m            | 2400–2500 m            |
| Wysokość przelotowa             | 12 500 m (41 000 stóp) | 12 500 m (41 000 stóp) | 12 500 m (41 000 stóp) | 12 500 m (41 000 stóp) | 12 500 m (41 000 stóp) |
| Prędkość przelotowa (TAS)       | 0,785 Mach (838 km/h)  | 0,785 Mach (838 km/h)  | 0,785 Mach (838 km/h)  | 0,785 Mach (838 km/h)  | 0,78 Mach (823 km/h)   |
| Jednostka napędowa              | CFM56-7                | CFM56-7                | CFM56-7                | CFM56-7                | CFM56-7                |
| Liczba wyprodukowanych sztuk    | 3172 (styczeń 2010)    | 3172 (styczeń 2010)    | 3172 (styczeń 2010)    | 3172 (styczeń 2010)    | 3172 (styczeń 2010)    |

## Rekord
Wraz z wyprodukowaniem 10 000 egzemplarza samolotu, model 737 stał się najliczniej produkowaną pasażerską maszyną z napędem odrzutowym na świecie. Dokonanie to zostało uwiecznione w księdze rekordów Guinnessa. Jubileuszowym samolotem została maszyna 737 MAX 8 przeznaczona dla linii Southwest Airlines o znakach N8717M i numerze seryjnym c/n 42571. Samolot został oblatany 26 marca 2018 roku. W kwietniu 2016 roku China United Airlines otrzymały samolot będący 9000 egzemplarzem.

## Katastrofy
Do 17 listopada 2013 wypadkom uległo 161 samolotów typu Boeing 737. We wszystkich katastrofach zginęły łącznie 4044 osoby.